# جون تابور
جون تابور (انگلیسی: June Tabor؛ زادهٔ ۳۱ دسامبر ۱۹۴۷) یک موسیقی‌دان اهل بریتانیا است. وی از سال ۱۹۷۲ میلادی تاکنون مشغول فعالیت بوده‌است.